# Första slaget vid Bull Run
Första slaget vid Bull Run utkämpades under amerikanska inbördeskriget på floden Bull Runs stränder i Virginia, USA den 21 juli 1861, då sydarmén på 32 000 man vann en fullständig seger över nordstaternas 35 000 soldater. Båda sidor var dåligt ledda vilket resulterade i amatörmässiga konfrontationer och ofullständiga manövrar. Sydstaternas seger resulterade i en självsäkerhet som varade ända fram till slaget vid Gettysburg. 